# Bofi
Le bofi (Ɓòfì, Boffi) ou ɓòfì, est une langue gbaya parlée dans les sous-préfectures de Boda et Bimbo, dans le sud-ouest de la République centrafricaine. Les locuteurs de Bimbo sont pour la plupart des pygmées bambenga, bien que ne vivant plus dans la forêt mais leur région était boisée en 1950.

## Sources
- (en) Cet article est partiellement ou en totalité issu de l’article de Wikipédia en anglais intitulé « Bofi language » (voir la liste des auteurs).